# خوان دي لا سيردا دوق ميديناسيلي
خوان دي لا سيردا دوق ميديناسيلي (بالإسبانية: Juan de la Cerda y Silva, cuarto duque de Medinaceli) من نبلاء اسبانيا (1514-1575)
هو ابن دون خوان دي لا سيردا ، الدوق الثاني من ميديناسيلي ، من قبل زوجتة الثانية ماريا دي سيلفا. في عام 1552 ورث خوان دي لا سيردا الألقاب من أخيه غير الشقيق الأكبر جاستون دي لا سيردا و البرتغال.
في عام 1557 ، عينه الملك فيليب الثاني ملك إسبانيا نائبا لملك صقلية ، وهو المنصب الذي شغله حتى عام 1564. وخلال ذلك الوقت حاصر برفقة أسطوله ميناء طرابلس الشمال أفريقي ، الآن في ليبيا ، و تواجه مع درغوث رئيس، ألاميرال العثماني. و كان خوان دي لا سيردا مع قوة بحرية كبيرة من إسبانيا وجنوة وتوسكانا وفرسان مالطا والولايات البابوية، وقد دمرت هذه الاخيرة تقريبا في معركة جربة في عام 1560.